# Associazione Calcio Cantù 1938-1939
Questa voce raccoglie le informazioni riguardanti l'Associazione Calcio Cantù nelle competizioni ufficiali della stagione 1938-1939.

## Rosa
| N. |                   | Ruolo | Calciatore         |
| -- | ----------------- | ----- | ------------------ |
|    | Italia (bandiera) | D     | Mario Barbareschi  |
|    | Italia (bandiera) |       | Luigi Bianchi      |
|    | Italia (bandiera) |       | Ernesto Bordoni    |
|    | Italia (bandiera) | A     | Ernani D'Alconzo   |
|    | Italia (bandiera) | A     | Giuseppe Frigerio  |
|    | Italia (bandiera) | D     | Fernando Lancioni  |
|    | Italia (bandiera) | D     | Antonio Longo      |
|    | Italia (bandiera) | C     | Carletto Marzorati |

| N. |                   | Ruolo | Calciatore       |
| -- | ----------------- | ----- | ---------------- |
|    | Italia (bandiera) | D     | Erminio Ordanini |
|    | Italia (bandiera) | A     | Marco Perfetti   |
|    | Italia (bandiera) | C     | Carlo Rossetti   |
|    | Italia (bandiera) | A     | Luciano Sangalli |
|    | Italia (bandiera) | P     | Cesare Valassina |
|    | Italia (bandiera) | D     | Riccardo Vercesi |
|    | Italia (bandiera) |       | Giovanni Zanardi |
|    | Italia (bandiera) | C     | Ugo Zoppi        |